# IHF Super Globe 2013
Der 7. IHF Super Globe wurde vom 25. bis 30. August 2013 in Doha (Katar) ausgetragen. Der FC Barcelona gewann das Turnier im Finale gegen den HSV Hamburg.

## Austragungsort

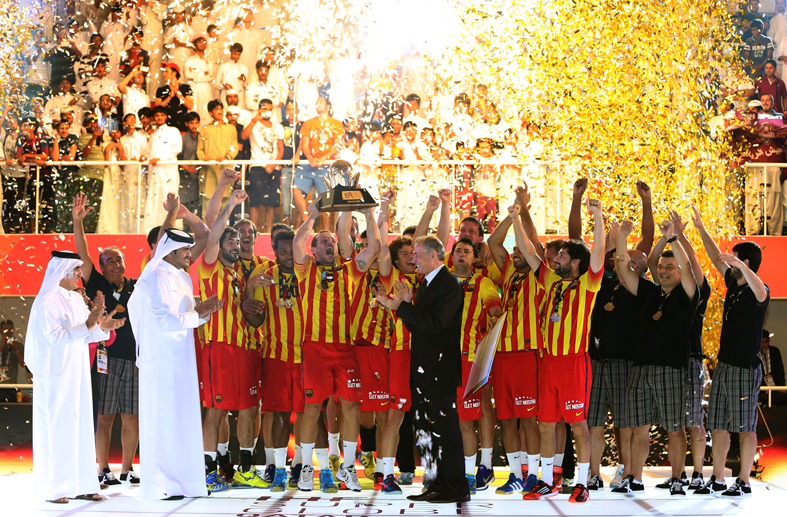
Der FC Barcelona feiert seinen ersten Sieg beim IHF Super Globe

Das Turnier wurde in der Al-Gharafa Sports Hall in Katars Hauptstadt Doha ausgetragen.

## Vorrunde

### Gruppe A
| Rang | Team                 | Sp. | S | U | N | T  | GT  | Diff. | Pkt. |
| ---- | -------------------- | --- | - | - | - | -- | --- | ----- | ---- |
| 1.   | HSV Hamburg          | 3   | 2 | 1 | 0 | 94 | 73  | +21   | 5    |
| 2.   | al-Jaish Sports Club | 3   | 1 | 2 | 0 | 89 | 65  | +24   | 4    |
| 3.   | al-Sadd Sports Club  | 3   | 1 | 1 | 1 | 84 | 72  | +12   | 3    |
| 4.   | Sydney University HC | 3   | 0 | 0 | 3 | 49 | 106 | −57   | 0    |

| 25. August 2013, So. 17:00 Uhr | 2.000 Zuschauer Spielbericht | HSV Hamburg Schröder 9          | 29 : 29 (13 : 13) | al-Jaish Sports Club Roganović 7 |
| 25. August 2013, So. 20:15 Uhr | 1.000 Zuschauer Spielbericht | al-Sadd Sports Club Al Karbi 8  | 33 : 20 (18 : 10) | Sydney University HC Hert 4      |
| 26. August 2013, Mo. 18:00 Uhr | 1.500 Zuschauer Spielbericht | Sydney University HC Llorente 5 | 15 : 35 0(4 : 20) | HSV Hamburg Schröder 9           |
| 26. August 2013, Mo. 20:00 Uhr | 1.000 Zuschauer Spielbericht | al-Jaish Sports Club Al Ahmar 7 | 22 : 22 (10 : 12) | al-Sadd Sports Club Berkous 6    |
| 27. August 2013, Di. 18:00 Uhr | 1.500 Zuschauer Spielbericht | HSV Hamburg Marković 7          | 30 : 29 (18 : 15) | al-Sadd Sports Club Alkrad 8     |
| 27. August 2013, Di. 20:00 Uhr | 500 Zuschauer Spielbericht   | al-Jaish Sports Club Sanaï 6    | 38 : 14 (20 : 6)0 | Sydney University HC Lennström 3 |

### Gruppe B
| Rang | Team                     | Sp. | S | U | N | T   | GT | Diff. | Pkt. |
| ---- | ------------------------ | --- | - | - | - | --- | -- | ----- | ---- |
| 1.   | FC Barcelona             | 3   | 3 | 0 | 0 | 104 | 70 | +34   | 6    |
| 2.   | Étoile Sportive du Sahel | 3   | 2 | 0 | 1 | 86  | 81 | +05   | 4    |
| 3.   | Handebol Taubaté         | 3   | 1 | 0 | 2 | 69  | 87 | −18   | 2    |
| 4.   | al-Rayyan Sports Club    | 3   | 0 | 0 | 3 | 74  | 95 | −21   | 0    |

| 25. August 2013, So. 13:00 Uhr | 2.000 Zuschauer Spielbericht | Étoile Sportive du Sahel Bannour, Rzig 6 | 29 : 24 (14 : 11) | Handebol Taubaté Silva, Santos 5                |
| 25. August 2013, So. 15:00 Uhr | 2.000 Zuschauer Spielbericht | FC Barcelona Lazarov, Karabatić, Tomás 6 | 38 : 25 (21 : 14) | al-Rayyan Sports Club Algharaballi 9            |
| 26. August 2013, Mo. 14:00 Uhr | 2.000 Zuschauer Spielbericht | al-Rayyan Sports Club Algharaballi 7     | 23 : 30 (15 : 18) | Étoile Sportive du Sahel Ayed 8                 |
| 26. August 2013, Mo. 16:00 Uhr | 2.000 Zuschauer Spielbericht | Handebol Taubaté Ribeiro 5               | 18 : 32 (10 : 15) | FC Barcelona Sorhaindo 7                        |
| 27. August 2013, Di. 14:00 Uhr | 2.000 Zuschauer Spielbericht | FC Barcelona García, Kiril, Tomás 4      | 34 : 27 (11 : 12) | Étoile Sportive du Sahel Amri, Abdallah, Zein 4 |
| 27. August 2013, Di. 16:00 Uhr | 1.500 Zuschauer Spielbericht | al-Rayyan Sports Club Al Erebi 7         | 26 : 27 (15 : 11) | Handebol Taubaté Ribeiro 10                     |

## Platzierungsspiele

### Playoff Platz 5–8
| 29. August 2013, Do. 14:00 Uhr | 750 Zuschauer Spielbericht   | Sydney University HC Szklarski 5 | 14 : 28 0(6 : 11) | Handebol Taubaté Lago 5           |
| 29. August 2013, Do. 16:00 Uhr | 1.000 Zuschauer Spielbericht | al-Sadd Sports Club Al Karbi 6   | 19 : 32 (11 : 17) | al-Rayyan Sports Club Filippow 11 |

### Spiel um Platz 7
| 30. August 2013, Fr. 13:30 Uhr | 1000 Zuschauer Spielbericht | Sydney University HC Hert 5 | 18 : 30 (10 : 14) | al-Sadd Sports Club Omahić 6 |

### Spiel um Platz 5
| 30. August 2013, Fr. 15:30 Uhr | 2.000 Zuschauer Spielbericht | Handebol Taubaté Oliveira 7 | 28 : 30 (12 : 17) | al-Rayyan Sports Club Al Erebi 10 |

### Spiel um Platz 3
| 30. August 2013, Fr. 17:30 Uhr | 2.000 Zuschauer Spielbericht | Étoile Sportive du Sahel Zein 6 | 20 : 27 0(8 : 13) | al-Jaish Sports Club Hedoui 8 |

## Finalspiele

### Halbfinale
| 29. August 2013, Do. 18:00 Uhr | 2.000 Zuschauer Spielbericht | Étoile Sportive du Sahel Zein 7 | 22 : 36 0(9 : 16) | HSV Hamburg Lindberg 8       |
| 29. August 2013, Do. 20:15 Uhr | 2.000 Zuschauer Spielbericht | FC Barcelona Rutenka 6          | 40 : 31 (20 : 14) | al-Jaish Sports Club Sanaï 6 |

### Finale
| 30. August 2013, Fr. 20:00 Uhr | 2.000 Zuschauer Spielbericht | HSV Hamburg Lindberg 7 | 25 : 27 (13 : 15) | FC Barcelona Tomás 5 |

HSV Hamburg: Bitter, Cleverly – Schröder (2), Duvnjak   (3), Jansen  (1), Flohr  (1), Cañellas  (2), Toft Hansen, Đorđić, Lindberg  (2/5), Nilsson (1), Mahé (4), Hens (1), Dominiković   , Marković (3)
FC Barcelona: Sterbik, Šarić – Lazarov (1/3), Saubich  (1), Karabatić (4), Morros  , Rutenka(0/1), Gurbindo (2), Ariño, Sarmiento  (1), Sorhaindo (1)  , Entrerríos (3), Tomás   (5), Nøddesbo (3), García (2), Straňovský

## Abschlussplatzierung
| Rang   | Team                     | Sp. | S | U | N | Tore    | Diff. |
| ------ | ------------------------ | --- | - | - | - | ------- | ----- |
| Gold   | FC Barcelona             | 5   | 5 | 0 | 0 | 171:126 | +45   |
| Silber | HSV Hamburg              | 5   | 3 | 1 | 1 | 155:122 | +33   |
| Bronze | al-Jaish Sports Club     | 5   | 2 | 2 | 1 | 147:125 | +22   |
| 04.    | Étoile Sportive du Sahel | 5   | 2 | 0 | 3 | 128:144 | −16   |
| 05.    | al-Rayyan Sports Club    | 5   | 2 | 0 | 3 | 136:142 | −06   |
| 06.    | Handebol Taubaté         | 5   | 2 | 0 | 3 | 125:131 | −06   |
| 07.    | al-Sadd Sports Club      | 5   | 2 | 1 | 2 | 133:122 | +11   |
| 08.    | Sydney University HC     | 5   | 0 | 0 | 5 | 81:164  | −83   |